# Topologia polare
In matematica, in particolare in analisi funzionale, una topologia polare consente di definire una topologia localmente convessa su una coppia di spazi vettoriali duali (in generale relazionati mediante una forma bilineare).

## Definizione
Sia {\displaystyle (X,Y,\langle ,\rangle )} una coppia duale, cioè una tripla formata da due spazi vettoriali {\displaystyle X} e {\displaystyle Y} sullo stesso campo {\displaystyle \mathbb {F} } (dei numeri reali o complessi), e da una forma bilineare {\displaystyle \langle ,\rangle :X\times Y\to \mathbb {F} } tale che:
- {\displaystyle \forall x\in X\setminus \{0\}\quad \exists y\in Y:\langle x,y\rangle \neq 0}
- {\displaystyle \forall y\in Y\setminus \{0\}\quad \exists x\in X:\langle x,y\rangle \neq 0}

Un insieme {\displaystyle A\subseteq X} è un insieme limitato in {\displaystyle X} rispetto a {\displaystyle Y} se per ogni elemento {\displaystyle y\in Y} l'insieme dei valori {\displaystyle \{\langle x,y\rangle ;x\in A\}} è limitato in {\displaystyle \mathbb {F} }:
{\displaystyle \sup _{x\in A}|\langle x,y\rangle |<\infty \qquad \forall y\in Y}
Tale condizione è equivalente alla richiesta che l'insieme polare {\displaystyle A^{\circ }} dell'insieme {\displaystyle A} in {\displaystyle Y}:
{\displaystyle A^{\circ }=\{y\in Y:\,\sup _{x\in A}|\langle x,y\rangle |\leq 1\}}
sia un insieme assorbente in {\displaystyle Y}, ovvero:
{\displaystyle \bigcup _{\lambda \in {\mathbb {F} }}\lambda \cdot A^{\circ }=Y}
Sia ora {\displaystyle {\mathcal {A}}} una famiglia di insiemi limitati di {\displaystyle X} (limitati rispetto a {\displaystyle Y}) che soddisfi le seguenti proprietà:
- Ogni punto {\displaystyle x} di {\displaystyle X} appartiene a qualche insieme {\displaystyle A\in {\mathcal {A}}}: {\displaystyle \forall x\in X\,\exists A\in {\mathcal {A}}:x\in A}.
- Ogni coppia di insiemi {\displaystyle A\in {\mathcal {A}}} e {\displaystyle B\in {\mathcal {A}}} è contenuta in qualche insieme {\displaystyle C\in {\mathcal {A}}}: {\displaystyle \forall A,B\in {\mathcal {A}}\,\exists C\in {\mathcal {A}}:A\cup B\subseteq C}.
- {\displaystyle {\mathcal {A}}} è chiusa rispetto alla moltiplicazione per scalare:

{\displaystyle \lambda \cdot A\in {\mathcal {A}}\qquad \forall A\in {\mathcal {A}}\quad \forall \lambda \in {\mathbb {F} }}
Allora la seminorma:
{\displaystyle \|y\|_{A}=\sup _{x\in A}|\langle x,y\rangle |\qquad A\in {\mathcal {A}}}
definisce una topologia di Hausdorff localmente convessa su {\displaystyle Y}, la topologia polare su {\displaystyle Y} generata dalla famiglia di insiemi {\displaystyle {\mathcal {A}}}. Gli insiemi:
{\displaystyle U_{B}=\{x\in V:\quad \|\varphi \|_{B}<1\}\qquad B\in {\mathcal {B}}}
formano una base locale di questa topologia. Una rete di elementi {\displaystyle y_{i}\in Y} tende a un elemento {\displaystyle y\in Y} rispetto a questa topologia se e solo se:
{\displaystyle \|y_{i}-y\|_{A}=\sup _{x\in A}|\langle x,y_{i}\rangle -\langle x,y\rangle |{\underset {i\to \infty }{\longrightarrow }}0\qquad \forall A\in {\mathcal {A}}}
A causa di ciò, la topologia polare è spesso detta topologia della convergenza uniforme degli insiemi di  {\displaystyle {\mathcal {A}}}. La seminorma {\displaystyle \|y\|_{A}} è il gauge dell'insieme polare {\displaystyle A^{\circ }}.